# Maria Ulander
Christina Maria Ulander, född 1 juni 1833 i Ulricehamn, död 15 maj 1873 i Göteborg, var en svensk trägravör.
Hon var dotter till krukmakargesällen Anders Ulander och Maria Carolina Langlet. Ulander som utbildade sig på egen hand blev känd för sina arbeten i kork och trä. Hon medverkade i ett flertal svenska och utländska utställningar med efterbildningar äldre mästares verk i kork eller trä och vid industriutställningen i Malmö 1865 belönades hon med en medalj. För världsutställningen 1873 i Wien utförde hon en efterbildning av Carl XI:s sista oljefärgstavla. Hennes konst består av exlibris, träsnitt, teckningar och arbeten i kork- eller trägravyr. Udden är representerad vid Göteborgs historiska museum.